# Scipione Rebiba
Scipione Rebiba (ur. 3 lutego 1504 w San Marco d’Alunzio, zm. 23 lipca 1577 w Rzymie) – włoski kardynał, inkwizytor.

## Życiorys
W młodości był współpracownikiem kardynała Gian Pietro Carafy, m.in. jako jego wikariusz w archidiecezji Neapol. 16 marca 1541 został mianowany biskupem pomocniczym Chieti z tytularną diecezją Amyclae. Jednak już 12 października 1551 został biskupem ordynariuszem Mottola. Kiedy w 1555 Carafa został papieżem Pawłem IV wezwał Rebibę do Rzymu i mianował go kardynałem (20 grudnia 1555) oraz arcybiskupem Pizy (13 kwietnia 1556 – 19 czerwca 1560). Biskup Troia od czerwca do września 1560. Legat a latere w Polsce w 1560, po powrocie z legacji papież Pius IV uwięził go w związku ze śledztwem przeciwko nepotom Pawła IV o popełnione przez nich nadużycia. Rebiba został uniewinniony i uwolniony, odmówił jednak dalszej współpracy z Piusem IV. Uczestniczył w konklawe 1559, Konklawe 1565–1566 i konklawe 1572. Sprawował funkcję sekretarza Rzymskiej Inkwizycji. Kardynał-biskup Albano (1573-74) i Sabiny (od 1574).
Kardynał Rebiba jest niezwykle ważną postacią dla Kościoła ze względu na fakt, że do niego sięga sukcesja apostolska większości żyjących obecnie biskupów. On sam przypuszczalnie otrzymał sakrę biskupią z rąk swojego wieloletniego protektora, Gian Pietro Carafy, jednak hipoteza ta dotychczas nie została potwierdzona.